# مجلة واجبات الطبيب (تونس)
مجلة واجبات الطبيب  (بالفرنسية: Code de déontologie médicale)‏ هي عبارة عن مجموعة من القوانين التي تنظم ممارسة الطب في تونس. تم إصدار هذه المجلة عملا بالمرسوم عدد 73ء496 في 20 أكتوبر 1973. قانون جديد تم إصداره عبر المرسوم 93ء1155 في 17 مايو 1993.
انتهاكات هذه المجلة تأتي من مجلس تأديب عمادة الأطباء بتونس.

## المكونات
مجلة واجبات الطبيب الحالية تتكون من 7 عناوين و123 فصل:
- الفصل الأول: ينص على أن قوانين هذه المجلة تنطبق على كل طبيب مرسم على جدول قائمة أطباء عمادة الأطباء بتونس، وعلى كل طبيب يمارس عمله المهني، وكذلك للطلاب الذين يمارسون تعويض في هذه المهام الطبية.
- العنوان 1: واجبات الأطباء العامة (من الفصل 2 إلى الفصل 30).
- العنوان 2: واجبات الأطباء نحو المرضى (من الفصل 31 إلى الفصل 48).
- العنوان 3: واجبات حسن المعاملة بين الزملاء (من الفصل 49 إلى الفصل 61).
- العنوان 4: واجبات الأطباء نحو أعضاء المهن الشبه الطبية والمساعدين الطبيين (من الفصل 62 إلى الفصل 63).
- العنوان 5: أحكام خاصة ببعض أشكال الممارسة (من الفصل 64 إلى الفصل 98).
  - الباب 1: أحكام عامة.
  - الباب 2: تعاطي طب المراقبة.
  - الباب 3: تعاطي مهنة طبيب خبير.
  - الباب 4: تعاطي الطب مقابل أجر.
  - الباب 5: تعاطي طب الشغل.
  - الباب 6: تعاطي مهنة الطب في إطار الممارسة الحرة.
- العنوان 6: القواعد المتعقلة بالتجارب وبالبحوث على الإنسان (من الفصل 99 إلى الفصل 111).
  - أحكام عامة.
  - الباب 1: التجربة العلاجية.
  - الباب 2: التجربة غير العلاجية.
- العنوان 7: أحكام مختلفة (من الفصل 112 إلى الفصل 123).

## مقالات ذات صلة
- مجلة الأحوال الشخصية
- مجلة الجنسية التونسية

## روابط خارجية
- مجلة واجبات الطبيب في الرائد الرسمي للجمهورية التونسية، 17 مايو 1993، بوابة-التشريع.تونس.